# Швачиха
Швачи́ха —  село в Україні, в Баришівській селищній громаді Броварського району Київської області. Населення становить 18 осіб.

## Населення
У 1862 році в сельці Швачиха було 8 дворів де жило 69 осіб (34 чоловічой и 35 жіночої статі)
1910 року - хутір Швадчиха (Звинників) Баришівської волості Переяславського повіту Полтавської губернії, 2 господарства, 31 мешканець разом з найманими робітниками.
У 1911 році на хуторі Швачиха  жило 21 особа (11 чоловічой и 10 жіночой статі)
Станом на 1923 рік у хуторі Швадчиха Баришівського району Київського округу проживало 40 осіб.
Згідно з переписом УРСР 1989 року чисельність наявного населення села становила 23 особи, з яких 9 чоловіків та 14 жінок.
За переписом населення України 2001 року в селі мешкало 18 осіб.

### Мова
Розподіл населення за рідною мовою за даними перепису 2001 року:
| Мова       | Відсоток |
| ---------- | -------- |
| українська | 94,44%   |
| російська  | 5,56%    |